# Alejandro Acejo
Juan Alejandro Acejo Rodríguez, más conocido como Alejandro Acejo (Málaga, 24 de enero de 1978), es un entrenador de fútbol español, que actualmente es segundo entrenador de Apollon de Limassol (Chipre)

## Trayectoria
Natural de Málaga, comenzó su trayectoria profesional como entrenador del Puerta Blanca en la categoría senior donde conseguiría el ascenso a regional preferente.
Hizo 5 años en categorías inferiores del Puerto Malagueño , pasando por alevines, infantiles y cadete.
En 2016 entró en la academia del Malaga Cf en la categoría cadete , en 2017 fue primer entrenador del juvenil liga nacional del Malaga Cf dónde consiguió ser campeón de liga.
En 2018 se hizo cargo CD San Félix, segundo equipo juvenil del Málaga CF, que militaba en División de Honor Juvenil. En la temporada 2017-18, lograría plaza para disputar la Copa del Rey juvenil tras quedar segundo al final de la Liga regular.
En julio de 2018, firmó como nuevo entrenador del Sevilla FC para dirigir al Juvenil "A" de División de Honor.
En la temporada 2018-19, lograría ser primero del Grupo 4 de División de Honor juvenil, ganando 23 encuentros, empatando diez y perdiendo uno. En la Copa de Campeones eliminó al Real Madrid CF en los penaltis en cuartos de final, pero cayó ante el Villarreal CF en la semifinal del torneo.
En la temporada 2019-20, también se proclamó campeón del Grupo 4 de División de Honor juvenil a pesar de que la liga tuvo que suspenderse cinco jornadas antes de que finalizase el trofeo de la regularidad. El juvenil nervionense disputó 29 partidos en los que había ganado 23, cosechado cuatro empates y dos derrotas.
En la temporada 2020-21, sería campeón del subgrupo B del Grupo IV con 16 victorias, tres empates y una derrota.
El 21 de junio de 2021, el técnico malagueño renueva con la entidad sevillista hasta junio de 2023. En la temporada 2021-22, debutaría con el conjunto sevillista en la UEFA Youth League.
El 13 de octubre de 2021, se convierte en nuevo entrenador del Sevilla Atlético de la Primera División RFEF. El 19 de octubre de 2022, alcanzó un acuerdo para dejar su cargo en el Sevilla Atlético.
En diciembre de 2023 forma parte del cuerpo técnico como Segundo entrenador de Pablo Machin en Apollon de Limassol ( Chipre )

## Clubs
| Club                 | País   | Año Liga nacional Màlaga CF 2016-2017 |
| -------------------- | ------ | ------------------------------------- |
| CD San Félix Juvenil | España | 2017-2018                             |
| Sevilla FC Juvenil   | España | 2018-2021                             |
| Sevilla Atlético     | España | 2021-2022                             |